# Jalizava
Jalizava (vitryska: Ялізава) är ett municipalsamhälle i Belarus.   Den ligger i voblasten Mahiljoŭs voblast, i den centrala delen av landet, 110 km sydost om huvudstaden Horad Mіnsk. Jalizava ligger 151 meter över havet och antalet invånare är 2 491.

## Natur
Terrängen runt Jalizava är platt. Trakten är glest befolkad. Jalizava är det största samhället i trakten.